# Friedrich zu Solms-Rödelheim (Politiker)
Graf Friedrich zu Solms-Rödelheim und Assenheim (* 7. Dezember 1827 in Assenheim; † 5. April 1883 in Dorheim) war ein preußischer Politiker und Gutsbesitzer aus dem Haus Solms-Rödelheim.

## Leben
Friedrich Graf zu Solms-Rödelheim entstammte dem hessischen Adelsgeschlecht Solms. Er war ein Sohn von Carl Graf zu Solms-Rödelheim (1790–1844) und Luise Amalie Gräfin von Erbach-Schönberg (1795–1875). Sein älterer Bruder Maximilian zu Solms-Rödelheim war als Senior des Hauses geborenes Mitglied der Ersten Kammer der Landstände des Großherzogtums Hessen und des Preußischen Herrenhauses.

## Ehe
Am 25. September 1862 heiratete er in Varlar Mathilde Prinzessin von Salm-Horstmar (1827–1908), Tochter von Wilhelm Friedrich von Salm-Horstmar (1799–1865) und Elisabeth Reichsgräfin zu Solms-Rödelheim (1806–1886).